# يو إس إس دوريس ميلر
يو إس إس دوريس ميلر هي حاملة طائرات مستقبلية تابعة للبحرية الأمريكية، من المتوقع أن تدخل الخدمة في 2032م.